# Ortrugo
Die Weißweinsorte Ortrugo ist eine autochthone Sorte Oberitaliens. Sie stammt möglicherweise aus der Region Oltrepò Pavese oder aus der Emilia-Romagna. Die zahlreichen Synonyme legen jedenfalls eine weite Verbreitung nahe. Das Synonym Trebbiano di Tortona könnte ein Hinweis auf den Ort Tortona im Piemont sein. Ortrugo war Ende der 1960er Jahre fast völlig verschwunden. Sie wurde jedoch in alten Rebbeständen neu selektioniert und gefördert. Heute gibt es wieder etliche Erzeuger und seit den 1980er Jahren auch eine eigene Denominazione di origine controllata (kurz DOC) für den Wein, den Colli Piacentini.
Die Weine sind von blass strohgelber ins grünliche schimmernder Farbe und besitzen eine zarte natürliche Kohlensäure. Sie werden daher häufig als Frizzante und neuerdings auch als Spumante produziert. 

## Ampelographische Sortenmerkmale
In der Ampelographie wird der Habitus folgendermaßen beschrieben:
- Die Triebspitze ist offen. Sie ist weißwollig behaart. Die Triebspitze ist weißgrünlich gefärbt, mit rot-violettem Anflug. Die Jungblätter sind leicht wollig behaart und von gelb-grünlicher Farbe.
- Die großen Blätter sind drei- bis fünflappig und kaum gebuchtet. Die Stielbucht ist U-förmig offen. Das Blatt ist stumpf gezahnt. Die Zähne sind im Vergleich zu anderen Sorten mittelgroß.
- Die konus- bis walzenförmige Traube ist groß, meist geschultert und dichtbeerig. Die rundlichen Beeren sind mittelgroß und von grünlich-gelber Farbe. Der Geschmack der Beeren ist neutral.

Die wuchskräftige Rebsorte reift ca. 30 Tage nach dem Gutedel und gilt somit als sehr spät reifend. Sie ist generell krankheitsresistent, gilt aber aufgrund ihrer Dichtbeerigkeit als anfällig gegen die Rohfäule.

## Synonyme
Altrughe, Altrugo, Altrugo De Rovescala, Altrugo di Rovescala, Artrugo, Barbasina, Barbesina, Barbesino, Barbesino Bianco, Barbsin Agglomerato, Barbsin Bianco, Ortrugo de Rovescala, Trebbiano di Tortona, Vernasino Bianco und Vernesina.